# Hiệp hội bóng đá Bosna và Hercegovina
Hiệp hội bóng đá Bosna và Hercegovina (tiếng Bosna: Fudbalski Savez Bosne i Hercegovine, FSBiH; tiếng Croatia: Nogometni Savez Bosne i Hercegovine, NSBiH; tiếng Serbia: Фудбалски савез Босне и Херцеговине, ФСБиХ or Fudbalski Savez Bosne i Hercegovine, FSBiH) là tổ chức quản lý, điều hành các hoạt động bóng đá ở Bosna và Hercegovina. Hiệp hội quản lý đội tuyển bóng đá quốc gia Bosna và Hercegovina, tổ chức các giải bóng đá như vô địch quốc gia và cúp quốc gia. Hiệp hội bóng đá Bosna và Hercegovina gia nhập FIFA và UEFA cùng năm 1996.